# Araneus lathyrinus
Araneus lathyrinus es una especie de araña del género Araneus, tribu Araneini, familia Araneidae. Fue descrita científicamente por Holmberg en 1875.
Se distribuye por Argentina, Uruguay y Brasil. La especie se mantiene activa durante todos los meses del año excepto en agosto.